# El rellotge de mestre Humphrey
El rellotge de mestre Humphrey (Master Humphrey's Clock) fou una revista setmanal editada i escrita enterament per Charles Dickens, que es publicà des del 4 d'abril de 1840 al 4 de desembre de 1841. Començà amb una narració emmarcada, en què mestre Humphrey ens parla d'ell mateix i del seu reduït cercle d'amistats, entre ells Mr. Pickwick, i també ens revela la seua afició per contar històries. En aquesta revista s'editaren alguns relats curts, així com les novel·les La botiga d'antiguitats i Barnaby Rudge. Es creu que al principi Dickens volia que la primera en fos una història curta com les altres que havien aparegut en El rellotge de mestre Humphrey, però després de publicar-ne alguns capítols, i davant el descens en vendes de la revista, decidí ampliar-la a novel·la. Maese Humphrey apareix com a narrador en primera persona en els tres primers capítols de La botiga d'antiguitats, però més endavant desapareix després d'al·legar: «I ara que en aquesta història he arribat tan lluny amb la meua figura i he presentat aquests personatges al lector, per la conveniència de la narrativa em deslligaré de les seues futures trames, i deixaré que els que hi tenen papers prominents i necessaris parlen i actuen per ells sols».
Maese Humphrey és un home solitari que viu a Londres. Guarda vells manuscrits en un antic rellotge de peus prop del fumeral. Un dia decideix que fundarà un petit club, anomenat El rellotge de mestre Humphrey, en què els membres llegiran els seus escrits als altres. Aquests membres són mestre Humphrey, un cavaller sord, Jack Redburn, el comerciant retirat Owen Miles i el Sr. Pickwick, personatge d'Els papers pòstums del Club Pickwick. En la cuina n'hi ha un club paral·lel, El rellotge de polsera del Sr. Weller dirigit pel Sr. Weller, i entre els seus membres hi ha Sam Weller, fill de l'anterior, la criada d'Humphrey i el barber.
El rellotge de mestre Humphrey aparegué després La botiga d'antiguitats per presentar Barnaby Rudge. Després d'aquesta darrera, mestre Humphrey queda sol i pensatiu al cantó del fumeral i el cavaller sord continua la narració. Més tard, el cavaller sord i els seus amics tornen a casa d'Humphrey i el troben mort. Humphrey llega certa quantitat de diners per al barber i la criada (de la història es dedueix que pensen casar-se). Redburn i el cavaller sord s'encarreguen de la casa i el club es tanca per sempre.
En la part d'El rellotge de mestre Humphrey que segueix a La botiga d'antiguitats, mestre Humphrey revela que ell és el personatge denominat «el cavaller solter» en aquest relat.

## Ordre de la història
El rellotge de mestre Humphrey era una revista setmanal que contenia contes i dues novel·les (La botiga d'antiguitats i Barnaby Rudge). Alguns dels contes curts funcionen com a fil d'unió de les novel·les, i per això l'ordre de publicació és important. La revista era setmanal, però cada quatre o cinc volums es publicava un volum enquadernat amb el contingut de les anteriors revistes en un altre format i amb anuncis (que no apareixien en la publicació setmanal).
Tot i que la primera intenció de Dickens era mantenir els contes i les novel·les juntes, ell mateix cancel·là El rellotge de mestre Humphrey i afirmà en el prefaci de La botiga d'antiguitats que no desitjava que aquesta història quedara lligada a la sèrie en què havia començat. Després, les novel·les i els contes s'han publicat per separat en antologies, tot i que a partir de 1840 s'editaren tres volums enquadernats amb el títol El rellotge de mestre Humphrey, en què s'aplegaven les dues novel·les i els relats en el mateix ordre en què havien aparegut originàriament. Les il·lustracions d'aquests volums eren de George Cattermole i Hablot Knight Browne, conegut com a «Phiz», els mateixos artistes que havien il·lustrat la revista.